# Junker
En junker er egentlig en ung herre, oprindelig søn af en hertug eller greve i middelalderen, men også en betegnelse for et medlem af den privilegerede godsejerklasse, især i Preussen.
Yonker (eller 'jonkheer van') brugtes i Holland om lavadelens herrer.
Før 1375 blev titlen junker også brugt om danske kongesønner.
Ordet junker kan også bruges som en spottende betegnelse for en ung mand med hovmodig og ”fornem” optræden.
Ordet -junker findes i dag som en betegnelse for en rangsperson f.eks. kammerjunker.